# Zwemmen op de Olympische Zomerspelen 2024
Zwemmen is een van de sporten die wordt beoefend tijdens de Olympische Zomerspelen 2024 in Parijs. Het is een van de olympische disciplines met de meeste deelnemers: het internationaal olympisch comité stelde het aantal deelnemers op 852 langebaanzwemmers en 44 marathonzwemmers, in totaal 896 zwemmers. Het IOC beoogt daarbij een gelijk deelnemersveld van evenveel mannen als vrouwen. 
Het zwemtoernooi van de Spelen van 2024 bestaat uit 37 onderdelen.
Alle zwemonderdelen, behalve de tien kilometer open water, vinden plaats in de Paris La Défense Arena in Parijs. Het openwaterzwemmen wordt georganiseerd in het water van de Seine bij de Pont Alexandre III. Ook het zwemgedeelte van de triatlon vindt daar plaats. Een maand voor aanvang van de Spelen waren er nog zorgen over de kwaliteit van het Seine-water en de gezondheidsrisico's voor de atleten. Als alternatieve locatie voor het openwaterzwemmen is de  Stade nautique olympique d'Île-de-France in Vaires-sur-Marne aangewezen, zo'n tien kilometer ten oosten van het centrum van Parijs.

## Onderdelen
Het Olympisch programma voor het zwemmen in 2024 is niet veranderd ten opzichte van 2020 en bestaat bij het langebaanzwemmen uit zeventien onderdelen voor mannen, zeventien voor vrouwen en een gemengd onderdeel. Bij het openwaterzwemmen staat de tien kilometer op het programma, zowel voor mannen als vrouwen.
Langebaanzwemmen
- Vrije slag: 50 m, 100 m, 200 m, 400 m, 800 m, 1500 m, 4×100 m estafette, 4×200 m estafette
- Rugslag: 100 m, 200 m
- Schoolslag: 100 m, 200 m
- Vlinderslag: 100 m, 200 m
- Wisselslag: 200 m (individueel), 400 m (individueel), 4×100 m estafette (gemengd estafetteteam)

Openwaterzwemmen
- 10 kilometer

## Kwalificatie

### Langebaanzwemmen
Kwalificatie voor het langebaanzwemmen begon in maart 2023 en liep door tot 23 juni 2024. De internationale zwembond, World Aquatics, maakte in 2022 de kwalificatie-eisen voor de individuele zwemnummers bekend. Een zwemmer kon op verschillende manieren voldoen aan de gestelde eisen. Deze eisen waren, gesorteerd op prioriteit, als volgt. Zwemmers die een olympische kwalificatietijd zwommen (de "A-limiet") konden door hun nationaal comité in de selectie worden opgenomen (met een maximum van twee per land). Een zwemmer die niet de kwalificatietijd zwom, maar wel een selectietijd (de "B-limiet"), kon potentieel ook nog later worden toegevoegd aan de selectie. Deze atleten werden uitgenodigd door World Aquatics, zodat alle beschikbare plaatsen werden opgevuld. De bond maakt hierbij in juni 2024 gebruik van de wereldranglijsten per onderdeel. Wanneer een land geen zwemmers had die voldeden aan de A-limiet of de B-limiet, kon het alsnog twee atleten (één man en één vrouw) in elk één onderdeel afvaardigen. Voorwaarde hierbij is wel dat deze zwemmers hadden deelgenomen aan de wereldkampioenschappen zwemmen in 2023. Een land mocht maximaal 26 zwemmers opnemen in haar olympische ploeg. De estafetteploegen plaatsten zich niet op tijd, maar door bij de wereldkampioenschappen van 2023 bij de beste drie te eindigen en bij de wereldkampioenschappen van 2024 bij de beste dertien te eindigen.
Vastgestelde limieten individuele nummers
| onderdeel         | mannen   | mannen   | vrouwen  | vrouwen  |
| onderdeel         | A-limiet | B-limiet | A-limiet | B-limiet |
| ----------------- | -------- | -------- | -------- | -------- |
| 50 m vrije slag   | 21,96    | 22,07    | 24,70    | 24,82    |
| 100 m vrije slag  | 48,34    | 48,58    | 53,61    | 53,88    |
| 200 m vrije slag  | 1.46,26  | 1.46,79  | 1.57,26  | 1.57,85  |
| 400 m vrije slag  | 3.46,78  | 3.47,91  | 4.07,90  | 4.09,14  |
| 800 m vrije slag  | 7.51,65  | 7.54,01  | 8.26,71  | 8.29,24  |
| 1500 m vrije slag | 15.00,99 | 15.05,49 | 16.09,09 | 16.13,94 |
| 100 m rugslag     | 53,74    | 54,01    | 59,99    | 1.00,29  |
| 200 m rugslag     | 1.57,50  | 1.58,09  | 2.10,39  | 2.11,04  |
| 100 m schoolslag  | 59,49    | 59,79    | 1.06,79  | 1.07,12  |
| 200 m schoolslag  | 2.09,68  | 2.10,33  | 2.23,91  | 2.24,63  |
| 100 m vlinderslag | 51,67    | 51,93    | 57,92    | 58,21    |
| 200 m vlinderslag | 1.55,78  | 1.56,36  | 2.08,43  | 2.09,07  |
| 200 m wisselslag  | 1.57,94  | 1.58,53  | 2.11,47  | 2.12,13  |
| 400 m wisselslag  | 4.12,50  | 4.13,76  | 4.38,53  | 4.39,92  |

Kwalificatiemethoden estafetteploegen
| onderdeel                  | kwalificatiemethode                                                                                          |
| -------------------------- | --- |
| 4×100 m vrije slag (m/v)   | top drie van de wereldkampioenschappen zwemmen 2023 + top dertien van de wereldkampioenschappen zwemmen 2024 |
| 4×200 m vrije slag (m/v)   | top drie van de wereldkampioenschappen zwemmen 2023 + top dertien van de wereldkampioenschappen zwemmen 2024 |
| 4×100 m wisselslag (m/v/g) | top drie van de wereldkampioenschappen zwemmen 2023 + top dertien van de wereldkampioenschappen zwemmen 2024 |

### Openwaterzwemmen
Vierenveertig atleten nemen deel aan het openwaterzwemmen, inclusief twee Franse zwemmers die zich niet hoefden te kwalificeren. Een land mag maximaal vier atleten (twee mannen, twee vrouwen) afvaardigen. De eerste mogelijkheid voor kwalificatie waren de wereldkampioenschappen van 2023 in Fukuoka: de beste drie zwemmers en zwemsters plaatsten zich direct voor de Spelen. Bij de wereldkampioenschappen van 2024 in Doha plaatsten de beste dertien zwemmers zich; de overgebleven plaatsen werden toegekend aan de beste overgebleven zwemmers van elk continent.

## Programma
Het langebaanzwemmen vindt plaats van 27 juli t/m 4 augustus. Het openwaterzwemmen in de Seine volgt op 8 en 9 augustus.
LegendaO = ochtendsessie - vanaf 11:00 (UTC+2)   A = avondsessie - vanaf 20:30 (UTC+2)
S = Series   ½ = Halve finales   F = Finale
| Mannen                     | Mannen  | Mannen | Mannen | Mannen | Mannen | Mannen | Mannen | Mannen | Mannen | Mannen | Mannen | Mannen | Mannen | Mannen | Mannen | Mannen | Mannen | Mannen | Mannen | Mannen | Mannen | Mannen |
| Datum →                    | 27      | 27     | 28     | 28     | 29     | 29     | 30     | 30     | 31     | 31     | 1      | 1      | 2      | 2      | 3      | 3      | 4      | 4      | 8      | 8      | 9      | 9      |
| Onderdeel ↓                | O       | A      | O      | A      | O      | A      | O      | A      | O      | E      | O      | A      | O      | A      | O      | A      | O      | A      | O      | A      | O      | A      |
| -------------------------- | ------- | ------ | ------ | ------ | ------ | ------ | ------ | ------ | ------ | ------ | ------ | ------ | ------ | ------ | ------ | ------ | ------ | ------ | ------ | ------ | ------ | ------ |
| 50m vrije slag             |         |        |        |        |        |        |        |        |        |        | S      | ½      |        | F      |        |        |        |        |        |        |        |        |
| 100m vrije slag            |         |        |        |        |        |        | S      | ½      |        | F      |        |        |        |        |        |        |        |        |        |        |        |        |
| 200m vrije slag            |         |        | S      | ½      |        | F      |        |        |        |        |        |        |        |        |        |        |        |        |        |        |        |        |
| 400m vrije slag            | S       | F      |        |        |        |        |        |        |        |        |        |        |        |        |        |        |        |        |        |        |        |        |
| 800m vrije slag            |         |        |        |        | S      |        |        | F      |        |        |        |        |        |        |        |        |        |        |        |        |        |        |
| 1500m vrije slag           |         |        |        |        |        |        |        |        |        |        |        |        |        |        | S      |        |        | F      |        |        |        |        |
| 100m rugslag               |         |        | S      | ½      |        | F      |        |        |        |        |        |        |        |        |        |        |        |        |        |        |        |        |
| 200m rugslag               |         |        |        |        |        |        |        |        | S      | ½      |        | F      |        |        |        |        |        |        |        |        |        |        |
| 100m schoolslag            | S       | ½      |        | F      |        |        |        |        |        |        |        |        |        |        |        |        |        |        |        |        |        |        |
| 200m schoolslag            |         |        |        |        |        |        | S      | ½      |        | F      |        |        |        |        |        |        |        |        |        |        |        |        |
| 100m vlinderslag           |         |        |        |        |        |        |        |        |        |        |        |        | S      | ½      |        | F      |        |        |        |        |        |        |
| 200m vlinderslag           |         |        |        |        |        |        | S      | ½      |        | F      |        |        |        |        |        |        |        |        |        |        |        |        |
| 200m wisselslag            |         |        |        |        |        |        |        |        |        |        | S      | ½      |        | F      |        |        |        |        |        |        |        |        |
| 400m wisselslag            |         |        | S      | F      |        |        |        |        |        |        |        |        |        |        |        |        |        |        |        |        |        |        |
| 4×100 m vrije slag         | S       | F      |        |        |        |        |        |        |        |        |        |        |        |        |        |        |        |        |        |        |        |        |
| 4×200 m vrije slag         |         |        |        |        |        |        | S      | F      |        |        |        |        |        |        |        |        |        |        |        |        |        |        |
| 4×100 m wisselslag         |         |        |        |        |        |        |        |        |        |        |        |        |        |        | S      |        |        | F      |        |        |        |        |
| 10 km open water           |         |        |        |        |        |        |        |        |        |        |        |        |        |        |        |        |        |        |        |        | F      |        |
| Vrouwen                    |         |        |        |        |        |        |        |        |        |        |        |        |        |        |        |        |        |        |        |        |        |        |
| Datum →                    | 27      | 27     | 28     | 28     | 29     | 29     | 30     | 30     | 31     | 31     | 1      | 1      | 2      | 2      | 3      | 3      | 4      | 4      | 8      | 8      | 9      | 9      |
| Onderdeel ↓                | O       | A      | O      | A      | O      | A      | O      | A      | O      | E      | O      | A      | O      | A      | O      | A      | O      | A      | O      | A      | O      | A      |
| 50m vrije slag             |         |        |        |        |        |        |        |        |        |        |        |        |        |        | S      | ½      |        | F      |        |        |        |        |
| 100m vrije slag            |         |        |        |        |        |        | S      | ½      |        | F      |        |        |        |        |        |        |        |        |        |        |        |        |
| 200m vrije slag            |         |        | S      | ½      |        | F      |        |        |        |        |        |        |        |        |        |        |        |        |        |        |        |        |
| 400m vrije slag            | S       | F      |        |        |        |        |        |        |        |        |        |        |        |        |        |        |        |        |        |        |        |        |
| 800m vrije slag            |         |        |        |        |        |        |        |        |        |        |        |        | S      |        |        | F      |        |        |        |        |        |        |
| 1500m vrije slag           |         |        |        |        |        |        | S      |        |        | F      |        |        |        |        |        |        |        |        |        |        |        |        |
| 100m rugslag               |         |        |        |        | S      | ½      |        | F      |        |        |        |        |        |        |        |        |        |        |        |        |        |        |
| 200m rugslag               |         |        |        |        |        |        |        |        |        |        | S      | ½      |        | F      |        |        |        |        |        |        |        |        |
| 100m schoolslag            |         |        | S      | ½      |        | F      |        |        |        |        |        |        |        |        |        |        |        |        |        |        |        |        |
| 200m schoolslag            |         |        |        |        |        |        |        |        | S      | ½      |        | F      |        |        |        |        |        |        |        |        |        |        |
| 100m vlinderslag           | S       | ½      |        | F      |        |        |        |        |        |        |        |        |        |        |        |        |        |        |        |        |        |        |
| 200m vlinderslag           |         |        |        |        |        |        |        |        | S      | ½      |        | F      |        |        |        |        |        |        |        |        |        |        |
| 200m wisselslag            |         |        |        |        |        |        |        |        |        |        |        |        | S      | ½      |        | F      |        |        |        |        |        |        |
| 400m wisselslag            |         |        |        |        | S      | F      |        |        |        |        |        |        |        |        |        |        |        |        |        |        |        |        |
| 4×100 m vrije slag vrouwen | S       | F      |        |        |        |        |        |        |        |        |        |        |        |        |        |        |        |        |        |        |        |        |
| 4×200 m vrije slag vrouwen |         |        |        |        |        |        |        |        |        |        | S      | F      |        |        |        |        |        |        |        |        |        |        |
| 4×100 m medley vrouwen     |         |        |        |        |        |        |        |        |        |        |        |        |        |        | S      |        |        | F      |        |        |        |        |
| 10 km open water           |         |        |        |        |        |        |        |        |        |        |        |        |        |        |        |        |        |        | F      |        |        |        |
|                            | Gemengd |        |        |        |        |        |        |        |        |        |        |        |        |        |        |        |        |        |        |        |        |        |
| Datum →                    | 27      | 27     | 28     | 28     | 29     | 29     | 30     | 30     | 31     | 31     | 1      | 1      | 2      | 2      | 3      | 3      | 4      | 4      | 8      | 8      | 9      | 9      |
| Event ↓                    | O       | A      | O      | A      | O      | A      | O      | A      | O      | E      | O      | A      | O      | A      | O      | A      | O      | A      | O      | A      | O      | A      |
| 4×100 m wisselslag gemengd |         |        |        |        |        |        |        |        |        |        |        |        | S      |        |        | F      |        |        |        |        |        |        |

## Medailles

### Medaillewinnaars
Legenda
- WR = Wereldrecord
- OR = Olympisch record

#### Langebaanzwemmen
Mannen
Vrouwen
| Onderdeel            | Goud | Goud               | Zilver | Zilver      | Brons | Brons       |
| -------------------- | --- | ------------------ | --- | ----------- | --- | ----------- |
| Vrije slag           | |                    | |             | |             |
| 50 m                 | Sarah Sjöström Zweden | 23,71              | Meg Harris Australië | 23,97       | Zhang Yufei China | 24,20       |
| 100 m                | Sarah Sjöström Zweden | 52,16              | Torri Huske Verenigde Staten | 52,29       | Siobhán Haughey Hongkong | 52,33       |
| 200 m                | Mollie O'Callaghan Australië | 1.53,27 OR         | Ariarne Titmus Australië | 1.53,83     | Siobhán Haughey Hongkong | 1.54,55     |
| 400 m                | Ariarne Titmus Australië | 3.57,49            | Summer McIntosh Canada | 3.58,37     | Katie Ledecky Verenigde Staten                                                                                              | 4.00,86     |
| 800 m                | Katie Ledecky Verenigde Staten | 8.11,04            | Ariarne Titmus Australië | 8.12,29     | Paige Madden Verenigde Staten                                                                                               | 8.13,00     |
| 1500 m               | Katie Ledecky Verenigde Staten | 15.30,02 OR        | Anastasiia Kirpichnikova Frankrijk | 15.40,35 NR | Isabel Gose Duitsland | 15.41,16 NR |
| Rugslag              | |                    | |             | |             |
| 100 m                | Kaylee McKeown Australië | 57,33 OR, OC       | Regan Smith Verenigde Staten | 57,66       | Katharine Berkoff Verenigde Staten                                                                                          | 57,98       |
| 200 m                | Kaylee McKeown Australië | 2.03,73 OR         | Regan Smith Verenigde Staten | 2.04,26     | Kylie Masse Canada | 2.05,57     |
| Schoolslag           | |                    | |             | |             |
| 100 m                | Tatjana Smith Zuid-Afrika | 1.05,28            | Tang Qianting China | 1.05,54     | Mona McSharry Ierland | 1.05,59     |
| 200 m                | Kate Douglass Verenigde Staten | 2.19,24            | Tatjana Smith Zuid-Afrika | 2.19,60     | Tes Schouten Nederland | 2.21,05     |
| Vlinderslag          | |                    | |             | |             |
| 100 m                | Torri Huske Verenigde Staten | 55,59              | Gretchen Walsh Verenigde Staten | 55,63       | Zhang Yufei China | 56,21       |
| 200 m                | Summer McIntosh Canada | 2.03,03 OR, WJ, AR | Regan Smith Verenigde Staten | 2.03,84 NR  | Zhang Yufei China | 2.05,09     |
| Wisselslag           | |                    | |             | |             |
| 200 m                | Summer McIntosh Canada | 2.06,56 OR WJ AR   | Kate Douglass Verenigde Staten | 2.06,92     | Kaylee McKeown Australië | 2.08,08     |
| 400 m                | Summer McIntosh Canada | 4.27,71            | Katie Grimes Verenigde Staten | 4.33,40     | Emma Weyant Verenigde Staten                                                                                                | 4.34,93     |
| Vrije slag estafette | |                    | |             | |             |
| 4x100 m              | Australië Mollie O'Callaghan (52,24) Shayna Jack (52,35) Emma McKeon (52,39) Meg Harris (51,94) Olivia Wunsch Bronte Campbell                                    | 3.28,92 OR         | Verenigde Staten Kate Douglass (52,98) Gretchen Walsh (52,55) Torri Huske (52,06) Simone Manuel (52,61) Abbey Weitzeil Erika Connolly                           | 3.30,20 AR  | China Yang Junxuan (52,48) Cheng Yujie (52,76) Zhang Yufei (52,75) Wu Qingfeng (52,31) Yu Yiting                            | 3.30,30 AR  |
| 4x200 m              | Australië Mollie O'Callaghan (1.53,52) Lani Pallister (1.55,61) Brianna Throssell (1.56,00) Ariarne Titmus (1.52,95) Jamie Perkins Shayna Jack                   | 7.38,08 OR         | Verenigde Staten Claire Weinstein (1.54,88) Paige Madden (1.55,63) Katie Ledecky (1.54,93) Erin Gemmell (1.55,40) Anna Peplowski Simone Manuel Alex Shackell    | 7.40,86     | China Yang Junxuan (1.54,52) Li Bingjie (1.55,05) Ge Chutong (1.57,45) Liu Yaxin (1.55,32) Tang Muhan Kong Yaqi             | 7.42,34     |
| Wisselslagestafette  | |                    | |             | |             |
| 4x100 m              | Verenigde Staten Regan Smith (57,28) OR Lilly King (1.04,90) Gretchen Walsh (55,03) Torri Huske (52,42) Katharine Berkoff Emma Weber Alex Shackell Kate Douglass | 3.49,63 WR         | Australië Kaylee McKeown (57,72) Jenna Strauch (1.07,31) Emma McKeon (56,25) Mollie O'Callaghan (51,83) Iona Anderson Ella Ramsay Alexandria Perkins Meg Harris | 3.53,11     | China Wan Letian (59,81) Tang Qianting (1.05,79) Zhang Yufei (55,52) Yang Junxuan (52,11) Wang Xue'er Yu Yiting Wu Qingfeng | 3.53,23     |

Gemengd

#### Openwaterzwemmen
| Onderdeel     | Goud                            | Goud      | Zilver                   | Zilver    | Brons                    | Brons     |
| ------------- | ------------------------------- | --------- | ------------------------ | --------- | ------------------------ | --------- |
| 10 km mannen  | Kristóf Rasovszky Hongarije     | 1:50.52,7 | Oliver Klemet Duitsland  | 1:50.54,8 | David Betlehem Hongarije | 1:51.09,0 |
| 10 km vrouwen | Sharon van Rouwendaal Nederland | 2:03.34,2 | Moesha Johnson Australië | 2:03.39,7 | Ginevra Taddeucci Italië | 2:03.42,8 |

### Medaillespiegel
| Plaats | Land                | NOC    | Goud | Zilver | Brons | Totaal |
| ------ | ------------------- | ------ | ---- | ------ | ----- | ------ |
| 1      | Verenigde Staten    | USA    | 8    | 13     | 7     | 28     |
| 2      | Australië           | AUS    | 7    | 9      | 3     | 19     |
| 3      | Frankrijk           | FRA    | 4    | 1      | 2     | 7      |
| 4      | Canada              | CAN    | 3    | 2      | 3     | 8      |
| 5      | Hongarije           | HUN    | 3    | 1      | 1     | 4      |
| 6      | China               | CHN    | 2    | 3      | 7     | 12     |
| 7      | Italië              | ITA    | 2    | 1      | 3     | 6      |
| 8      | Zweden              | SWE    | 2    | 0      | 0     | 2      |
| 9      | Verenigd Koninkrijk | GBR    | 1    | 4      | 0     | 5      |
| 10     | Duitsland           | GER    | 1    | 1      | 1     | 3      |
| 11     | Zuid-Afrika         | RSA    | 1    | 1      | 0     | 2      |
| 12     | Ierland             | IRL    | 1    | 0      | 2     | 3      |
| 12     | Nederland           | NED    | 1    | 0      | 2     | 3      |
| 14     | Roemenië            | ROU    | 1    | 0      | 1     | 2      |
| 15     | Japan               | JPN    | 0    | 1      | 0     | 1      |
| 15     | Griekenland         | GRE    | 0    | 1      | 0     | 1      |
| 17     | Hongkong            | HKG    | 0    | 0      | 2     | 2      |
| 18     | Zuid-Korea          | KOR    | 0    | 0      | 1     | 1      |
| 18     | Zwitserland         | SUI    | 0    | 0      | 1     | 1      |
| Totaal | Totaal              | Totaal | 37   | 38     | 36    | 111    |

Atletiek · Badminton · Basketbal · Boksen · Boogschieten · Breaking · Gewichtheffen · Golf · Gymnastiek · Handbal · Hockey · Judo · Kanovaren · Klimsport · Moderne vijfkamp · Paardensport · Roeien · Rugby · Schermen · Schietsport · Schoonspringen · Skateboarden  · Surfen · Synchroonzwemmen · Taekwondo · Tafeltennis · Tennis · Triatlon · Voetbal · Volleybal · Waterpolo · Wielersport · Worstelen · Zeilen · Zwemmen
Athene 1896 · 
Parijs 1900 · 
St. Louis 1904 · 
Londen 1908 · 
Stockholm 1912 · 
Antwerpen 1920 · 
Parijs 1924 · 
Amsterdam 1928 · 
Los Angeles 1932 · 
Berlijn 1936 · 
Londen 1948 · 
Helsinki 1952 · 
Melbourne 1956 · 
Rome 1960 · 
Tokio 1964 · 
Mexico-stad 1968 · 
München 1972 · 
Montréal 1976 · 
Moskou 1980 · 
Los Angeles 1984 · 
Seoel 1988 · 
Barcelona 1992 · 
Atlanta 1996 · 
Sydney 2000 · 
Athene 2004 · 
Peking 2008 · 
Londen 2012 · 
Rio de Janeiro 2016 ·
Tokio 2020 ·
Parijs 2024 ·
Los Angeles 2028 
Medaillewinnaars · Olympische records